# بروس دوغلاس (لاعب اتحاد الرغبي)
بروس دوغلاس (بالإنجليزية: Bruce Douglas)‏ هو لاعب اتحاد الرغبي بريطاني، ولد في 10 فبراير 1980 في إدنبرة في المملكة المتحدة.

## وصلات خارجية
- بروس دوغلاس على موقع دوري الرغبي الممتاز (الإنجليزية)
- بروس دوغلاس عل موقع إسبنسكروم (الإنجليزية)
- بروس دوغلاس على موقع ItsRugby.co.uk (الإنجليزية)